# Ourisia caespitosa
Ourisia caespitosa är en grobladsväxtart som beskrevs av Joseph Dalton Hooker. Ourisia caespitosa ingår i släktet Ourisia och familjen grobladsväxter. Inga underarter finns listade i Catalogue of Life.